# Anastrophyllum stellatum
Anastrophyllum stellatum là một loài rêu trong họ Anastrophyllaceae. Loài này được R.M. Schust. mô tả khoa học đầu tiên năm 1978.